# Atomaria soror
Atomaria soror là một loài bọ cánh cứng trong họ Cryptophagidae. Loài này được Ganglbauer miêu tả khoa học năm 1899.